# Poarta Șchei din Brașov
Poarta Șchei (în germană Waisenhausgässer Tor, în maghiară Árvaház utcai kapu), singura poartă care a supraviețuit integral din vechea cetate, a fost una dintre porțile fortificațiilor cetății Brașovului. Ca parte a zidului de sud-vest al ansamblului fortificațiilor orașului, Poarta Șchei este declarată monument istoric (cod LMI BV-II-m-A-11294.01).

## Istoric
Stabiliți inițial în Brașovechi, din cauza inundațiilor și din motive strategice (incursiunile tătarilor, urmate de invaziile turcești), începând din secolul al XIV-lea sașii s-au mutat spre muntele Tâmpa și au început să construiască fortificații de apărare.
Între anii 1400 și 1427 orașul a fost împrejmuit cu ziduri și turnuri de apărare, devenind astfel o fortificație renumită - Cetatea.

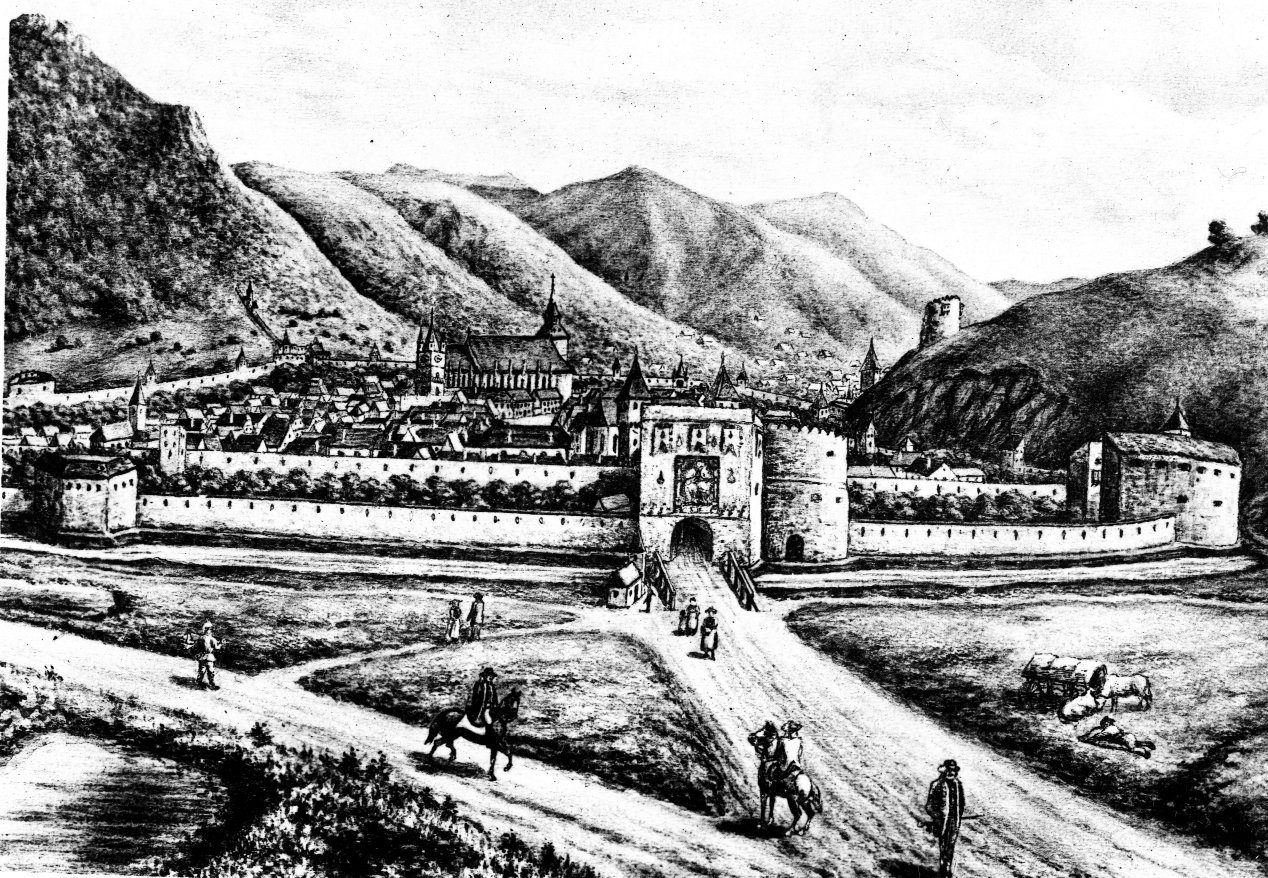
Cetatea Brașovului în jurul anului 1689

Pentru aproape trei secole singura poartă care asigura trecerea prin zidul dublu al cetății dinspre Șchei a fost Poarta Ecaterinei. Datorită cerințelor comerțului în plină ascensiune din secolul al XVIII-lea, poarta nu a mai făcut față traficului sporit din zonă. În urma cererilor repetate ale negustorilor scheieni a fost construită în anul 1820 Poarta Târgul Cailor, lângă Bastionul Fierarilor, dar și aceasta s-a dovedit a fi prea mică pentru traficul mereu în creștere.

Poarta Șchei și turnul porții Ecaterinei

Ca urmare, încă din anul 1821, s-a propus construirea unei noi porți, care nu a fost aprobată de consiliul orașului decât în 1823, după lungi negocieri. Totodată, în aceiași perioadă, au fost întocmite primele planuri de sistematizare ale orașului, implicând dezvoltarea urbanistică spre suburbii. În acest scop au fost demolate eșalonat o parte din fortificațiile medievale ale Cetății de pe laturile de nord-est și sud-vest. Poarta Ecaterinei, cu excepția turnului porții exterioare, a fost demolată în anul 1827 și a fost construită o nouă poartă, mai mare, la capătul străzii Orfelinatului, Poarta Șchei, de către „maestrul constructor” Joseph Jani. Construcția a fost finanțată de negustorii români din Șchei.
Lângă poartă, după demolarea zidurilor, a fost construită între anii 1851-1853 școala săsească de gimnastică și desen, actualul liceu cu program sportiv.
În anul 1955 poarta a fost declarată monument istoric, ca parte a zidului de sud-vest al ansamblului fortificațiilor orașului, iar câțiva ani mai târziu inscripțiile sale au fost curățe și poarta restaurată sub conducerea arhitectului Günther Schuller. După cutremurul din 1977 care a afectat serios poarta, structura acoperișului a fost înlocuită și inscripțiile restaurate din nou.
Ultima consolidare importantă a porții a avut loc în anul 2004.

## Descriere
Construită din piatră și cărămidă, sub forma unui arc de triumf, Poarta Șchei este caracteristică pentru arhitectura și stilul neoclasic care dominau în acea perioadă. Poarta are trei arcade, una principală, mare, pentru vehicule și alte două mai mici, secundare, destinate pietonilor, în laterale.
Pe peretele interior al porții (spre centru) se află următoarele inscripții în latină:

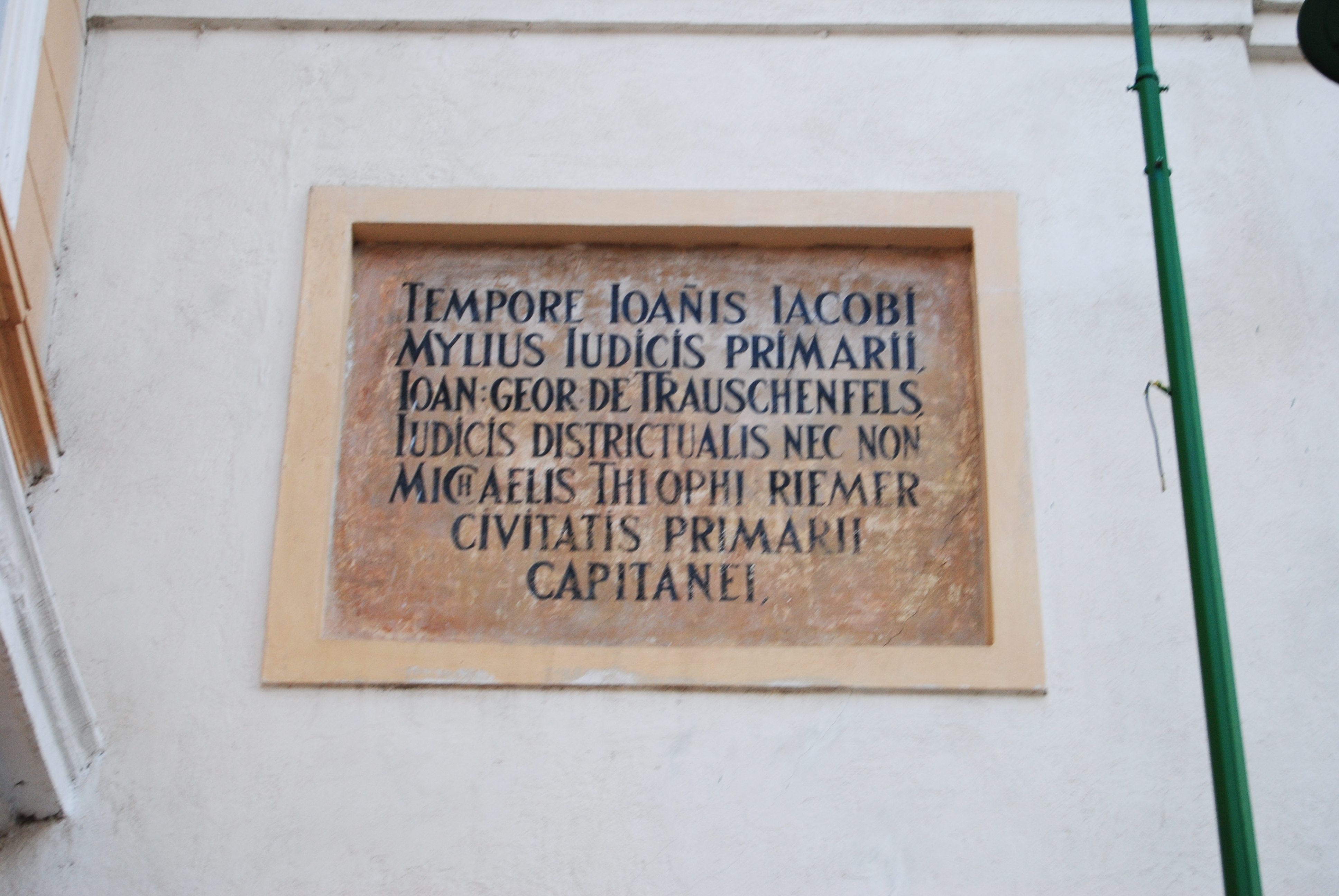
Una dintre inscripțiile porții

- TEMPORE IOANIS IACOBI MYLIUS IUDICIS PRIMARII, IOAN GEOR DE TRAUSCHENFELS, IUDICIS DISTRICTUALIS NEC NON MICHAELIS THIOPHI RIEMER CIVITATIS PRIMARII CAPITANEI - (construit) în timpul primarului Johann Iacob Mylius, Johann Georg de Trauschenfels, judecător și Michael Thiophi Riemer.
- SENATUS CORONENSIS ET ORATOR COMUNITATIS G.M. RIEMER CUM COMUNITATE CENTUMVIRALI NOVAM HANC PORTAM D.T.O.M. TUTELAE PIE VOVENT ET GRATAE POSTERITATIS CONSERVATIONI COMENDANT STRUCTURAM CURAVIT IOSIANI PRAEF CAMENT  - Consiliul orașului, predicatorul G. M. Riemer și centumviratul[nota 1] recomandă această poartă pentru a proteja Sfânta Treime și a o păstra pentru posteritate.

Alte inscripții se află pe partea exterioară (spre Șchei) a porții: 
- SUB GLORIOSO REGIMINE IMPERATORIS AUGUSTI ET REGIS APOSTOLICI FRANCISCI PRIMI ORBIS PACATORIS - în timpul domniei glorioase a mărețului împărat și rege apostolic Francisc I, pacificatorul lumii.
- LOCO ALTERIUS VETUSTAE ET EX VOTO CIVIUM CLAUSAE PORTA HAEC APERITUR ANO PCN MDCCCXXVIII - în locul vechii porți închise, a fost deschisă la cererea cetățenilor în anul 1828 PCN.[nota 2]

## Galerie de imagini

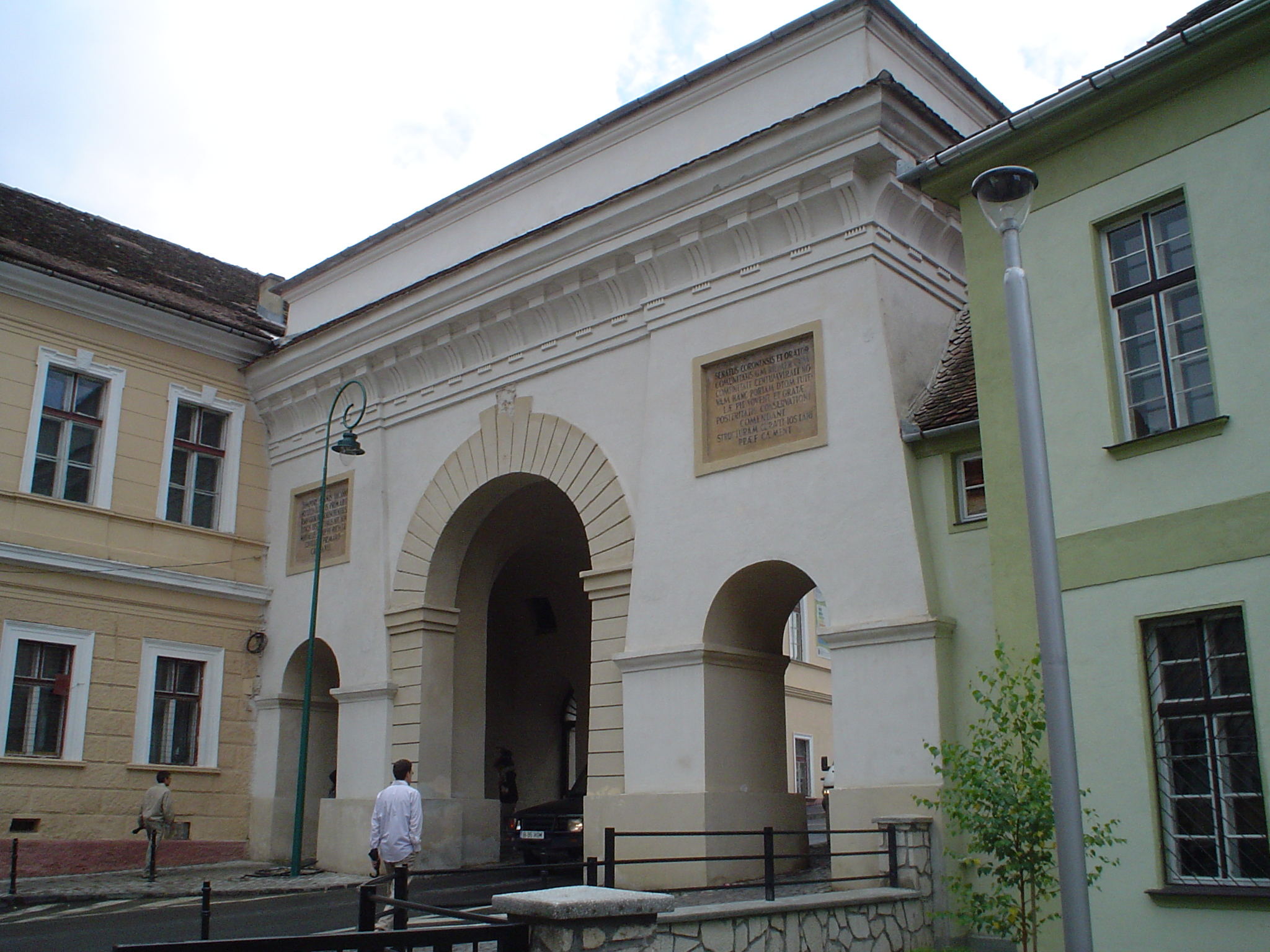
Latura nordică a porții dinspre centru
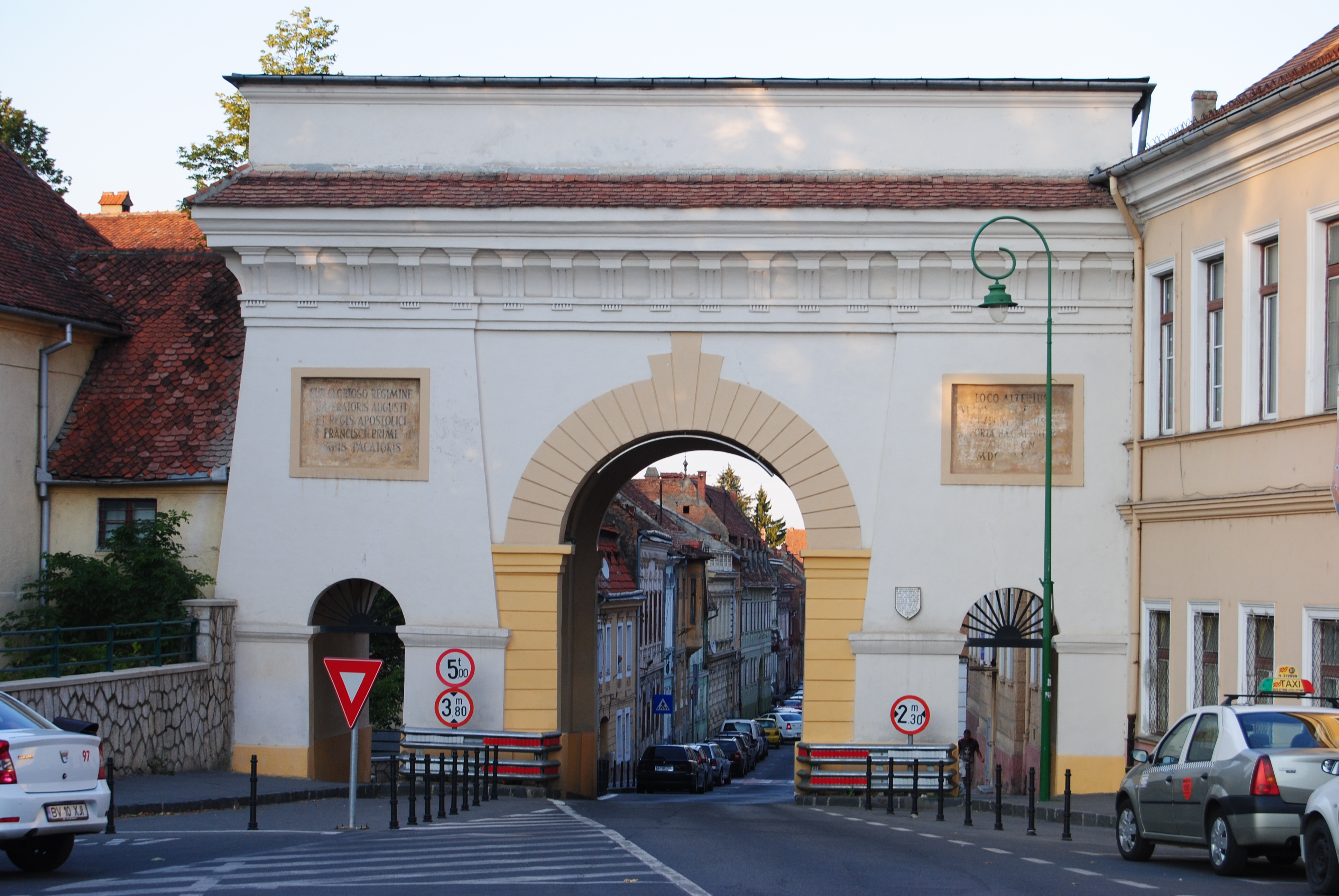
Latura sudică a porții spre Șchei
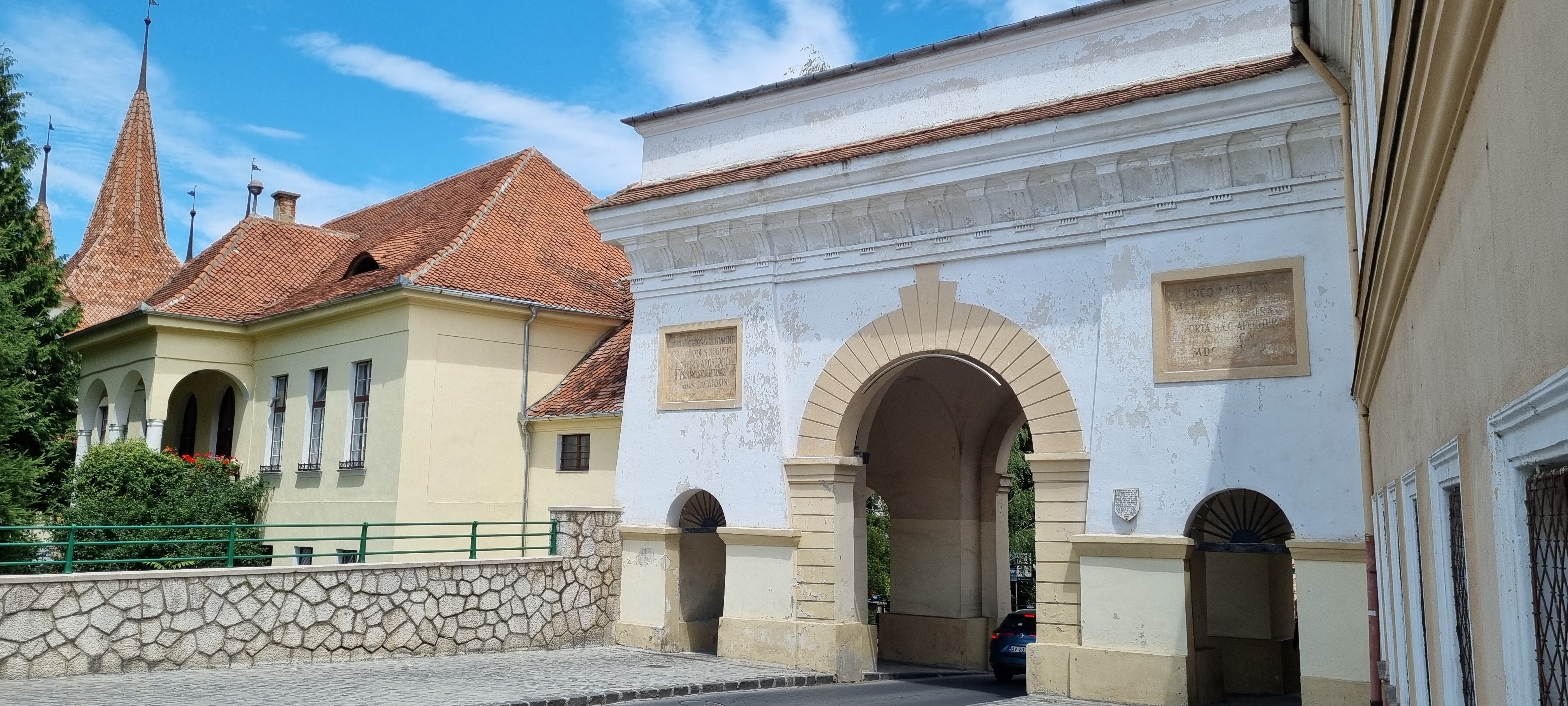
Poarta văzută dinspre Șchei
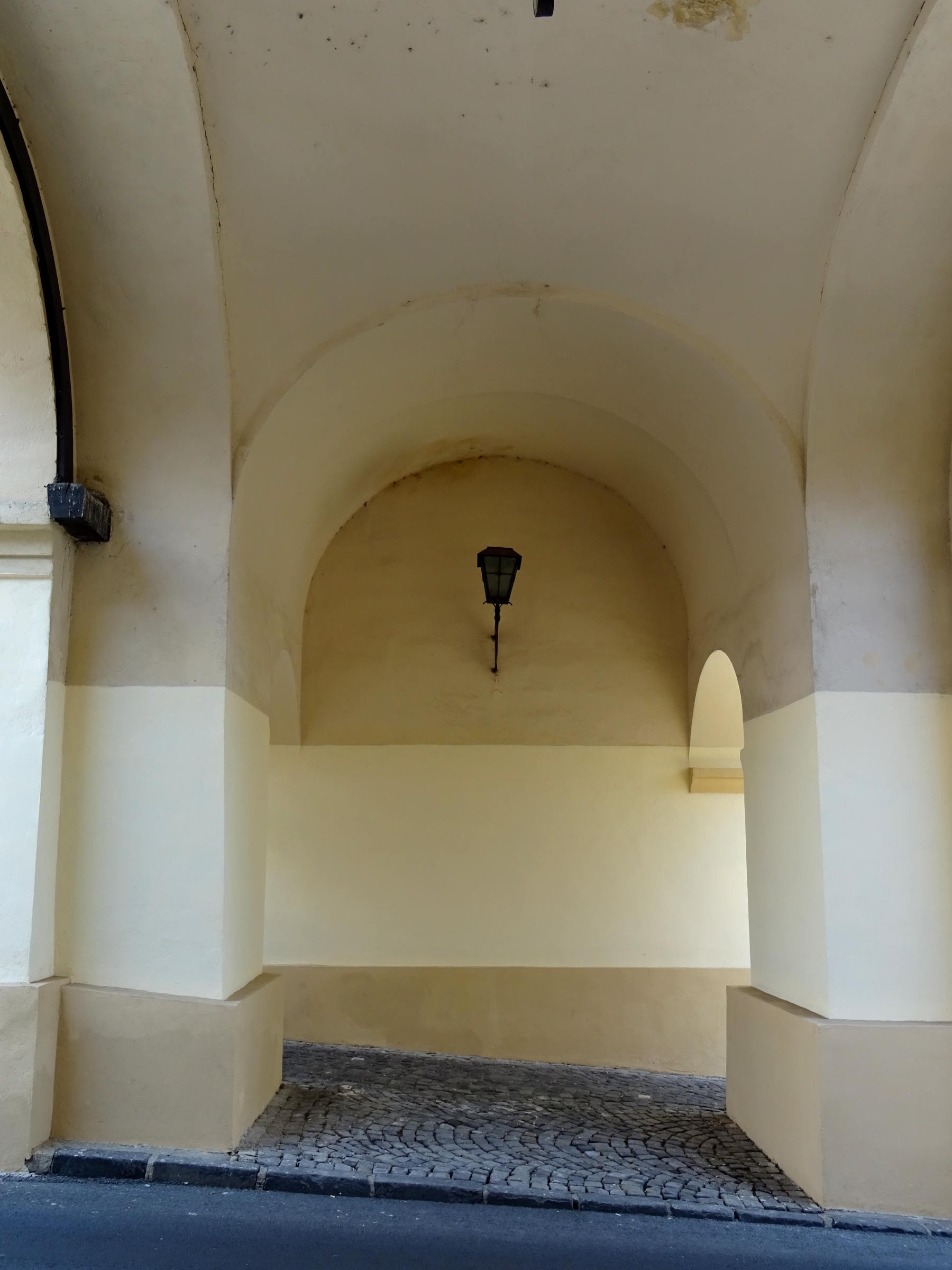
Interiorul porții
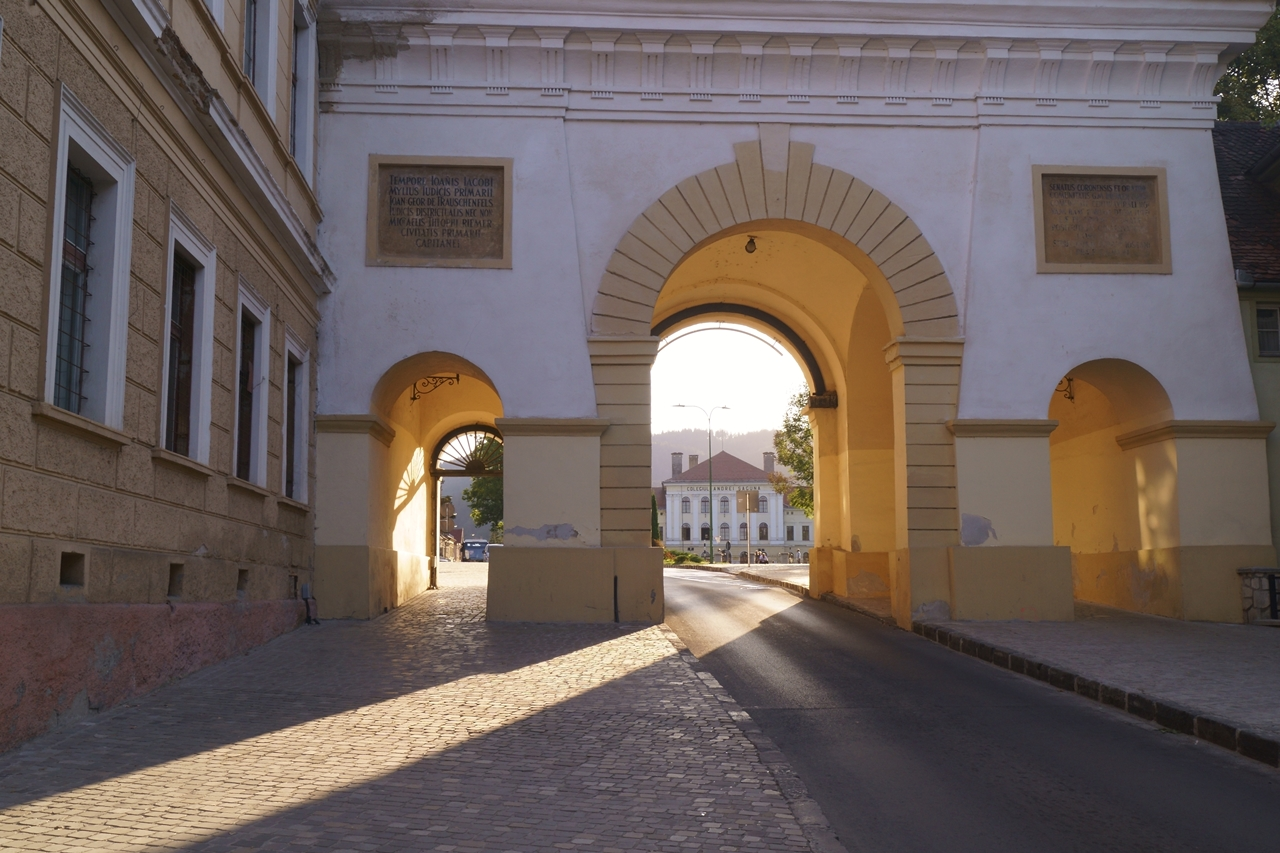
Poarta Șchei cu Colegiul Național Andrei Șaguna în fundal
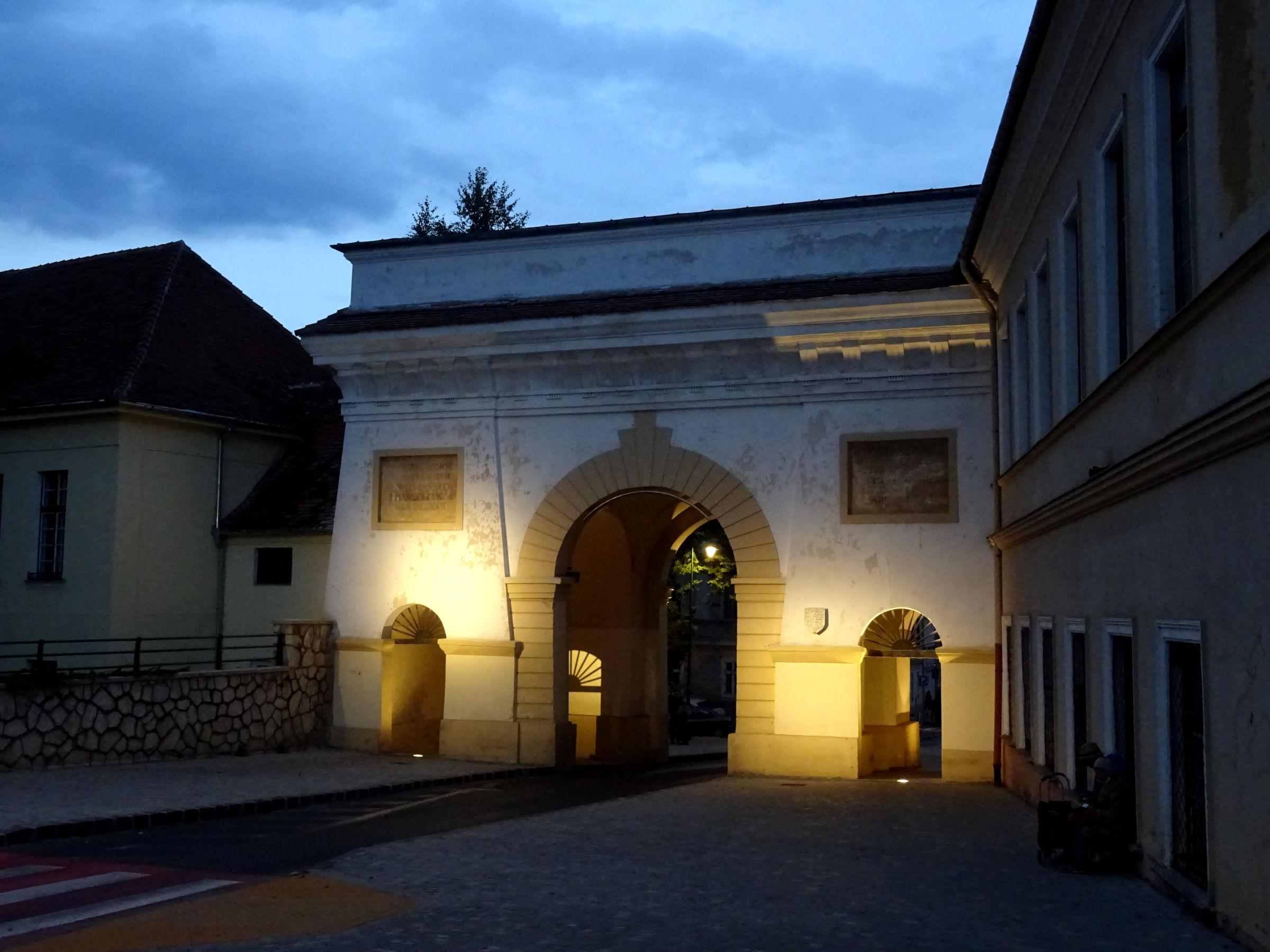
Vedere de noapte
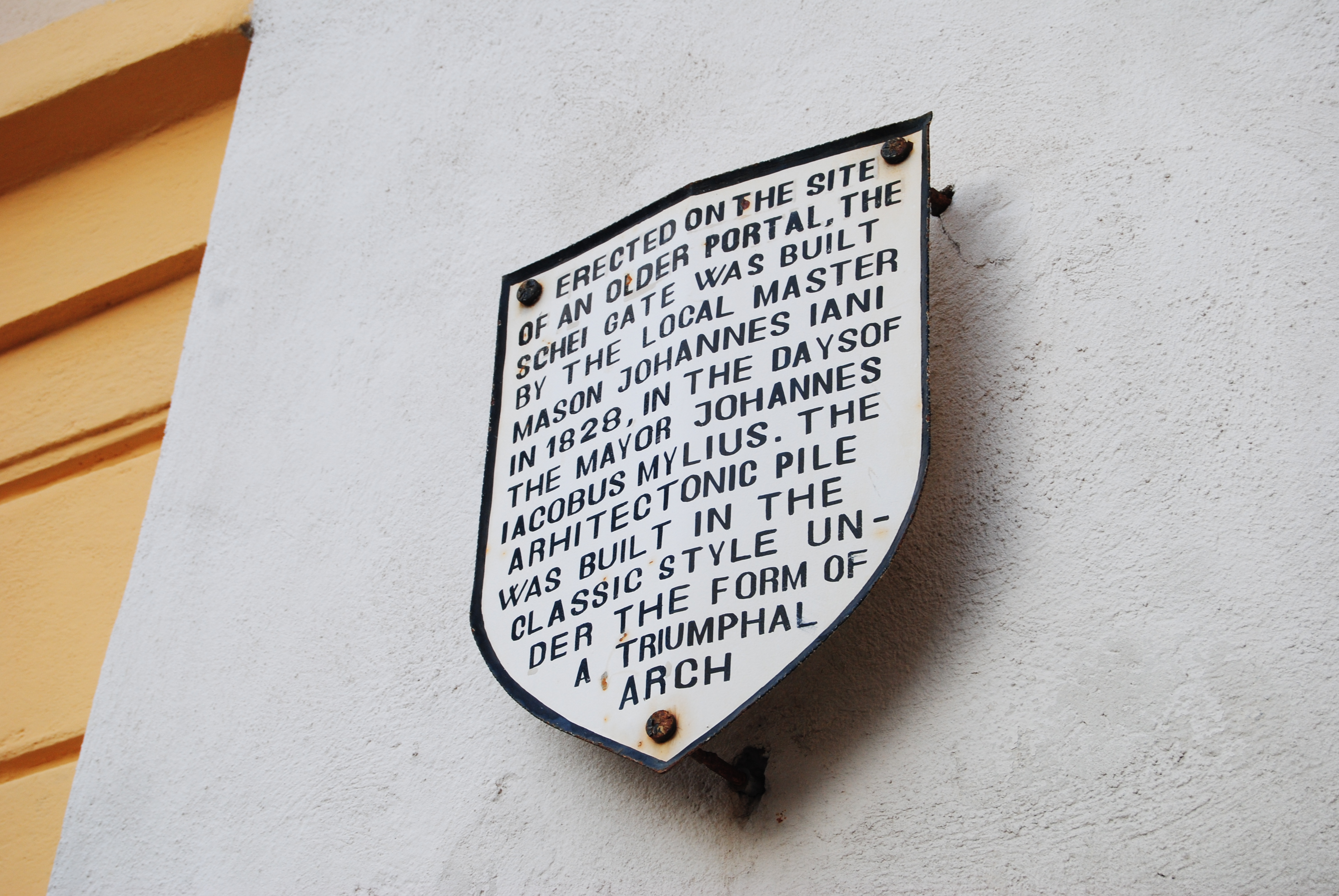
Placa informativă
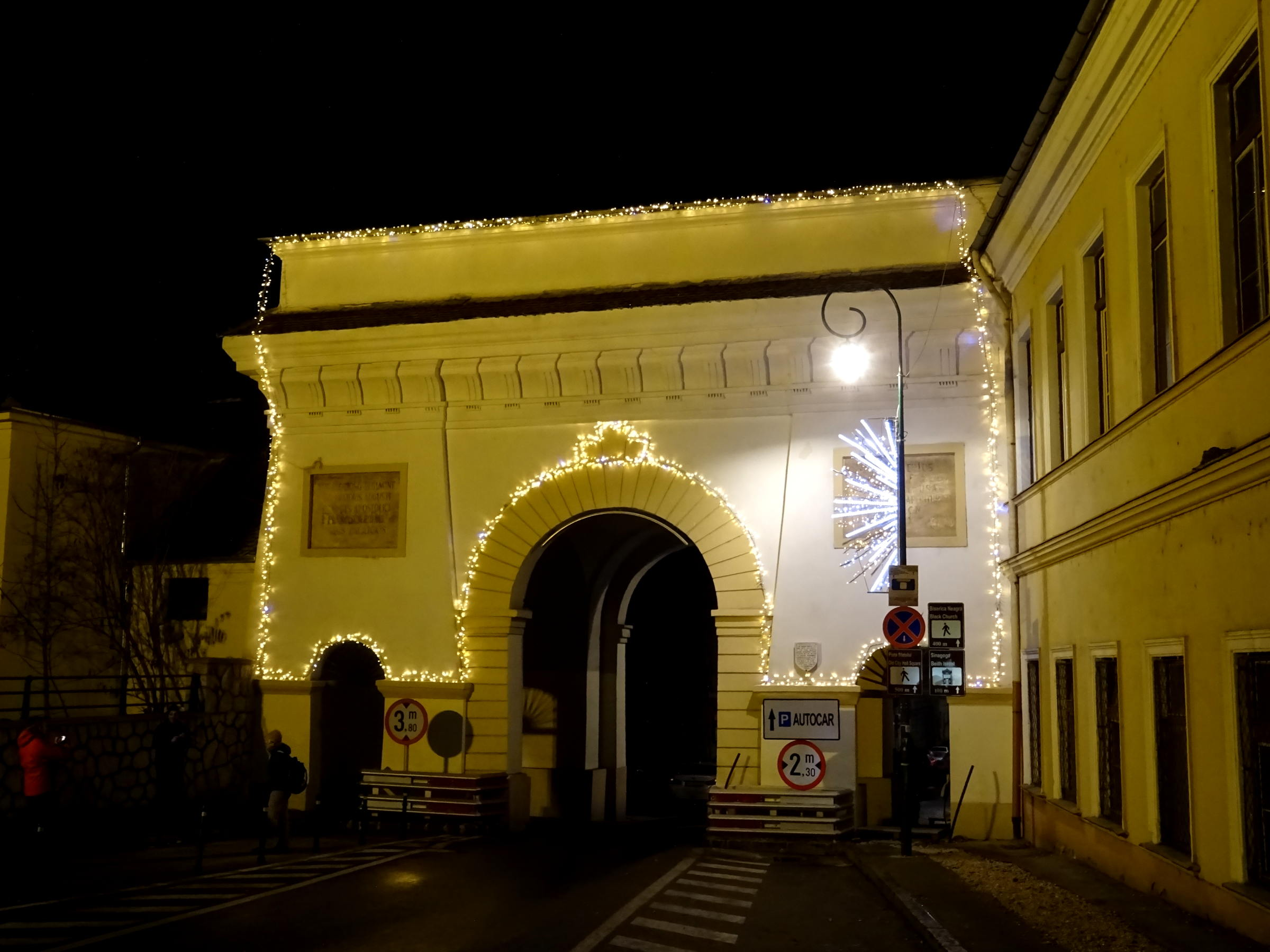
Vedere de noapte cu decorații de Crăciun